# Nakhitxivan Tepe
Nakhitxivan Tepe és una ciutat antiga situada a la ciutat de Naxçivan, a la República Autònoma de Nakhtxivan, Azerbaidjan. La ciutat està situada al cim d'un pujol a la vall de Nakhitxivantxai. L'ocupació del jaciment es remunta com a mínim a l'any 5000 abans de la nostra era.

## Recerca
Els estudis arqueològics a Nakhitxivan Tepe sota la direcció de Veli Bakhshaliyev, de la branca de Nakhtxivan de l'Acadèmia Nacional de Ciències de l'Azerbaidjan, començà el 2017.
L'existència de vincles entre les cultures de Transcaucàsia i de l'Orient Mitjà (inclosa Mesopotàmia) ha atret l'atenció dels investigadors durant molts anys. Investigadors com ara R. M. Munchayev, O. A. Abibullayev, I. G. Narimanov, T. I. Akhundov i altres han parlat sobre l'expansió i distribució de cultures des de l'Orient Mitjà fins al Caucas Sud. Tot i que alguns descobriments separats han validat l'existència d'aquests vincles, han estat confirmats per un conjunt de materials arqueològics, en particular de Nakhitxivan Tepe, caracteritzat per la ceràmica de Dalma Tepe, un conjunt cultural que es va descobrir per primera vegada al Caucas Sud en aquest lloc.
Els primers habitants de Nakhitxivan Tepe construïren cases parcialment excavades a terra i parcialment fetes amb rajola de fang. També es trobaren peces d'aquest tipus durant les excavacions als jaciments arqueològics d'Ovcular Tepesi i Yeni Yol. Les restes de carbó vegetal hi són rares, tot i les abundants acumulacions de cendra. Això demostra que la fusta s'utilitzava molt rarament com a combustible. La majoria dels materials arqueològics del jaciment són ceràmica i lasques d'obsidiana; també, però, hi ha algunes eines. Els objectes més rars són una mola, un sílex i una eina d'os. La majoria d'instruments són d'obsidiana, incloent-hi algunes fulles de falç, que en donen informació sobre el caràcter de l'economia.
Els ossos d'animals mostren que els habitants solien criar bestiar petit. La caça ocupa un lloc insignificant en l'economia. Es troben ossos de cavall i de gos en exemplars únics. No s'hi han trobat pas restes botàniques. En les capes d'assentament, les restes de carbó vegetal són insignificants i la neteja de les restes de cendra d'alguns foguers no ha donat resultat. Els arqueòlegs esperen que aquesta mena de recerca revele informació sobre l'economia de Nakhitxivan Tepe en el futur.

## Ceràmica
La ceràmica és en general característica de la primera meitat del V mil·lenni abans de la nostra era. El carbó de l'horitzó inferior s'ha datat del 4945 abans de la nostra era. La ceràmica sol ser com la ceràmica pintada i estampada de Dalma Tepe. Tret de troballes puntuals, no s'han revelat altres conjunts complets d'aquestes ceràmiques a la Transcaucàsia. Per tant, la ceràmica de l'assentament de Nakhitxivan Tepe és de gran valor per a l'estudi de la cultura de l'Eneolític de l'àrea.
La ceràmica se'n pot dividir en dos períodes, segons l'estratigrafia de l'assentament. Els dos grups, però, coincideixen en certa manera en la tecnologia de producció i l'ornamentació. La ceràmica es feia sobretot amb el mètode de la bobina, amb dues capes d'argila aplicades l'una sobre l'altra. Una fina capa d'argila cobria alguns recipients. Això es realitzava en alguns casos per canviar-ne el color i en altres amb finalitats decoratives. Alguns productes estaven adornats amb empremtes dactilars, que a voltes estaven mal executades i barrejades. Les empremtes dactilars romanien enganxades a la fina capa superior d'argila. Aquest mètode de recobriment també s'usava en la restauració de ceràmica. La ceràmica se solia fer amb inclusions de purpurina i es coïa en diferents tons de roig. La ceràmica amb inclusió d'arena està representada per un sol exemplar. Els productes grisos també estan representats per una sola peça. La ceràmica de l'horitzó superior pertany al primer període. Aquest horitzó es caracteritza per una arquitectura rectangular. Els productes ceràmics d'aquest horitzó es poden dividir en sis grups: ceràmica plana, pintada, pintada de roig sense ornaments, amb ornaments impresos, incloent-hi impressions de la punta dels dits, decorada amb el segell de la vora d'una eina i ceràmica decorada amb ornaments de vora en forma de bandes horitzontals. Entre el 2010 i el 2016, es van descobrir nous monuments de l'Eneolític a les valls de Nakhichevanchay i Sirabçay. Juntament amb Nakhitxivan Tepe, es poden emprar per a especificar un període de monuments de l'edat eneolítica de la Transcaucàsia. El conjunt ceràmic de Nakhitxivan Tepe és molt semblant al de Dalma Tepe. Els tipus de ceràmica pintada de Dalma Tepe es coneixen dels assentaments d'Uzun oba i Uçan ağıl. La ceràmica impresa ha estat testimoniada a Uçan ağıl amb un sol exemple, i no s'ha trobat pas en altres localitats. També s'han trobat ceràmiques semblants en exemples aïllats de monuments del Karabakh. Els monuments de la conca del llac Urmia solen fer servir obsidiana de Siunik.

## Els assentaments de Nakhitxevan
L'obsidiana de Gokche s'usa habitualment a la conca del llac de l'actual Sevan. Tot i que Siunik és més a prop de Nakhitxivan que de Gokche, l'obsessió per Siunik no és habitual en Nakhitxivan. Sembla que la tribu que ocupava la conca del llac Urmia tenia connexions amb els dipòsits d'obsidiana de les muntanyes Zangezur gràcies a les tribus de Nakhitxivan. La recuperació d'un martell de pedra a la vall de Nakhitxivantxai amb restes de coure demostra que les connexions entre aquestes tribus i les muntanyes Zangezur no eren pas sols pels dipòsits d'obsidiana, sinó també per dipòsits de coure. Les ceràmiques de Dalma Tepe s'exploraren per primera volta durant l'excavació de Charles Burney el 1959, i després al 1961 per Cuyler Young. S'han descobert ceràmiques semblants als assentaments de Hasanlu, Haji-Firuz i Tepe Seavan. S'han descobert ceràmiques de Dalma Tepe a l'Iran i l'Iraq, i ceràmiques típiques de Halaf i Obeid. S'han trobat ceràmiques semblants en monuments de les muntanyes Zagros, sobretot en assentaments de la vall de Kangavar, com ara Seh Gabi B. i Godin Tepe. També han aparegut moltes ceràmiques de Dalma Tepe a la vall de Mahidasht entre els materials superficials de 16 pobles. Entre aquests monuments hi ha l'assentament de Tepa Siahbid, Choga Maran i Tepe Kuh. La ceràmica de Dalma Tepe estava molt estesa entre els materials superficials de Tepe Kuh. També s'han rescatat ceràmiques semblants a l'Iraq, als assentaments de Jebel, Kirkuk, Tell Abada, Kheit Qasim i Yorgan Tepe. Aquestes ceràmiques prevalien a la vall de Kangavar, però a la vall de Mahidasht el percentatge de ceràmica de Dalma Tepe va disminuir dràsticament. Mentre que a la vall de Kangavar aquestes ceràmiques representaven el 68%, a Mahidasht només el 24%. Açò mostra que aquesta mena de ceràmica va disminuir cap al sud. Tot i que abans se suposava que ceràmiques semblants eren molt esteses al sud i a l'oest de la conca del llac Urmia, ara se sap que també hi havia ceràmiques semblants al nord del llac Urmia i a Nakhitxivan. Al territori de l'Azerbaidjan iranià, aquesta cultura també es revela pels poblats de Culfa Kültepe, Ahranjan Tepe, Lavin Tepe, Ghosha Tepe, Idir Tepe i Baruj Tepe. Ara s'han descobert ceràmiques semblants en més de cent monuments al sud de l'Azerbaidjan. Alguns d'aquests assentaments eren de pobles sedentaris, i d'altres pertanyien a tribus nòmades. D'acord amb els investigadors, aquesta cultura evolucionà al nord-oest de l'Iran i s'estengué des d'allà cap al sud i l'oest de la conca del llac Urmia. L'anàlisi química de les ceràmiques de Dalma Tepe demostra que es van elaborar a l'àrea.